# Єнджей Морачевський
Єнджей Морачевський (пол. Jędrzej Moraczewski; 13 січня 1870 — 5 серпня 1944) — польський політик.

## Життєпис
У 1896 році одружився з Зофією Морачевською, польською соціалісткою, політичною і громадською активісткою.
До першої світової війни — інженер, соціал-демократ, депутат австрійського парламенту від Східної Галичини. Під час війни офіцер легіонів Ю. Пілсудського. Член Польської соціалістичної партії.
Обіймав посаду першого прем'єр-міністра Другої Польської Республіки від листопада 1918 до січня 1919 року. Обіймав посаду міністра зв'язку. Згодом, від 1925 до 1929 року займав посаду міністра суспільної праці.
Помер 5 серпня 1944 року, від поранення осколками при вибухові снаряду в його будинку під час обстрілу. Похований на кладовищі Військові Повонзки.